# ويليس إف. ديني
ويليس إف. ديني (بالإنجليزية: Willis F. Denny)‏ هو مهندس معماري أمريكي، ولد في 1874، وتوفي في 1905.